# 平川市立小和森小学校
平川市立小和森小学校（ひらかわしりつ こわもりしょうがっこう）は、青森県平川市にある公立小学校である。

## 概要
平川市の中心部に近いところにあり、旧平賀町地区では最大の規模の小学校である。全校児童は292人（2022年現在）。

## 沿革
- 1874年（明治7年）4月1日 - 青森県陸奥国南津軽郡小和森小学校として創立[2]。下等小学科を設置。当時の住所は、大光寺村大字小和森字二十一番戸。
- 1880年（明治13年）4月1日 - 村立小和森小学校と改称。
- 1882年（明治15年）4月1日 - 初等科・中等科を併置する。
- 1887年（明治20年）4月1日 - 小学校令により、大光寺村立小和森尋常小学校と改称。
- 1895年（明治28年）5月 - 補習科を設置。
- 1898年（明治31年）10月10日 - 大光寺村大字小和森字上平田1番地に移転。
- 1900年（明治33年）3月 - 補習科廃止。
- 1907年（明治40年）4月 - 校地を拡張し、屋外運動場とする。
- 1923年（大正12年）5月8日 - 創立50周年記念式典挙行。
- 1931年（昭和6年）6月15日 - 大光寺村大字大光寺字三村井75番地（1956年（昭和31年）12月31日、字三村井110番地と訂正）に移転。
- 1934年（昭和9年）12月23日 - 創立60周年記念式典挙行。同日、校歌を制定し、校旗樹立式も行った。
- 1935年（昭和10年）4月1日 - 高等科を併置し、小和森尋常高等小学校と改称。
- 1941年（昭和16年）
  - 4月1日 - 国民学校令により、小和森国民学校と改称。
  - 8月 - 弘南鉄道などから、相撲場寄贈される。
- 1947年（昭和22年）4月1日 - 学校教育法（旧法）施行により、大光寺町立小和森小学校と改称。同日、大光寺中学校を併置[3]し、高等科生を中学校に移籍。
- 1949年（昭和24年）3月1日 - 大光寺中学校の独立校舎落成し、移転。
- 1954年（昭和29年）9月15日 - 創立80周年記念式典挙行。同日、小和森小学校PTAより、「国旗掲揚台」と「二宮金次郎の石像」が寄贈される。
- 1955年（昭和30年）3月1日 - 町村合併により、平賀町立小和森小学校と改称。
- 1959年（昭和34年）11月25日 - 新校舎4教室増築。
- 1961年（昭和36年）7月29日 - 校章制定。図案者は、当時大光寺中学校2年生の男子生徒だった。
- 1964年（昭和39年）9月15日 - 創立90周年記念式典挙行。同日、新校旗制定。
- 1966年（昭和41年）4月 - センター方式による給食開始。
- 1972年（昭和47年）7月21日 - プール設置。
- 1974年（昭和49年）9月15日 - 創立100周年記念式典挙行。
- 1984年（昭和59年）11月13日 - 創立110周年記念式典挙行。
- 1987年（昭和62年）8月1日 - 現在地に、新校舎完成。
- 1988年（昭和63年）2月17日 - 体育館完成。同日、校舎落成式挙行。
- 1991年（平成3年）9月28日 - 台風19号（りんご台風）により、部室や校門のアーチ等が多数損壊した。
- 1995年（平成7年）1月29日 - 創立120周年記念式典挙行。
- 1999年（平成11年）7月 - 体育館横に25mプールを設置。
- 2001年（平成13年）7月 - パソコン18台設置。
- 2006年（平成18年）1月1日 - 町村合併により、平川市立小和森小学校に改称。

### 参考リンク
- 小和森小学校の歴史 - 小和森小学校ホームページ内

## 部活動

### 運動部
- 野球部
- ソフトボール部
- 卓球部

## 学区
小和森、本町、大光寺、光城、平成町、荒田、南田町

## 周辺
- 青森県道109号弘前平賀線[1]
- 弘南鉄道弘南線平賀駅[1]
- イオンタウン平賀[1]

## アクセス
- 弘南鉄道弘南線平賀駅から、
  - 徒歩で、約980m・約15分。
  - 平川市循環バス杉館・松崎線（文化センター回り）で、「文化センター前」バス停下車後、約400m・約6分。
    - なお、平川市循環バスは、片方向の運行の為、駅方面へは徒歩移動が早い[4]。

  - 車で、約1.1km・約2分。

## 参考資料
- 『小和森小学校百年史』（小和森小学校創立百周年記念事業協賛会・1974年9月15日発行）33頁～34頁「第二章 学校沿革の大要」の「一、学校創立年月日」と「二、学校の名称並びに位置の変更」
- 『青森県教育史 別巻』（青森県教育委員会・1973年12月20日発行）790頁「学校沿革 小学校 小和森小学校」
- 『平賀町史 上巻』（平賀町・1985年3月1日発行）996頁～1000頁「第二章 学校教育・第五編 教育・第二節 小学校・2 平賀町立小和森小学校」